# Скляров Микола Митрофанович
Микола Митрофанович Скляров (1907 — 2005) — вчений у галузі матеріалознавства, лауреат Сталінської премії другого ступеня і Ленінської премії.

## Біографія
Народився 6 (19 вересня) 1907 року у Старобільську (нині Луганська область, Україна). Батько  — викладач словесності в жіночій гімназії. Закінчив Старобільський профтехнікум, потім — МВТУ імени Н. Е. Баумана у 1931 році.
З 1931 по 1934 рік працював інженером Техвідділу Економічного управління (ЕКУ) ОДПУ (під керівництвом А. Г. Горянова-Горного). У 1934 — 1957 роках працював у ВІАМ старшим інженером, в 1953 — 1988 роках — начальник лабораторії міцності, в 1957 — 1998 роках обіймав посаду заступника директора з науи і одночасно продовжував керувати лабораторією міцності матеріалів. У 1998 — 2005 роках був радником генерального директора ВІАМ. Доктор технічних наук (1950), професор (1951)
Помер 16 квітня 2005 року в Москві після важкої хвороби.

## Внесок у науку
Займався матеріалознавчими питаннями бойової живучості літальних апаратів.
Спільно з С. Т. Кішкіним запропонував новий метод отримання мартенситу з аустеніту, також ними були розроблені склад сталі і методи бронювання літаків Іл-2.
У передвоєнні роки важливим внеском у сфері захисту літаків стало створення Н. М. Скляровим і С. Т. Кішкіним гомогенної сталевої броні АБ-1, що сполучила високу стійкість проти куль стрілецької зброї калібрів 7,62-7,92 мм з високою технологічністю. Загартування на повітрі і під штампом дозволяло виготовляти деталі подвійної кривизни, складних аеродинамічних контурів. Використовуючи захисні і технологічні властивості броні АБ-1, Ільюшин створив штурмовик Іл-2 з цілісно броньовим фюзеляжем - «літаючий танк», забезпечивши практично повну його невразливість від вогню стрілецької зброї того часу і значною мірою від малокаліберних снарядів уламкової дії.
Автор численних робіт з досліджень міцності і надійності матеріалів в екстремальних умовах. Великий внесок вніс в теорію горіння титанових сплавів і створення пожежобезпечних титанових сплавів.
Автор понад 200 наукових праць.

## Адреса в Москві
- 1930-і по 1954 р. Малий Кисловський провулок, будинок 9, будова 1
- 1954 по 1990 р. пл. Повстання, буд. 1, кв. 396
- 1990 по 2005 р. Марксистська вул., буд. 38.

## Нагороди та премії
- заслужений діяч науки і техніки РРФСР (1957)
- орден Леніна (16.09.1945)
- три ордени Трудового Червоного Прапора (1957; 1963; 24.03.1983)
- медалі[4]
- Ленінська премія (1989)
- Сталінська премія другого ступеня (1942) — за створення авіаційної броні
- премія Уряду Російської Федерації (2001)
- Премія ЦК ВЛКСМ (1940)
- Почесний авіабудівник (1982)
- медаль «Зірка Ціолковського» (2004)